# Julia Traducta

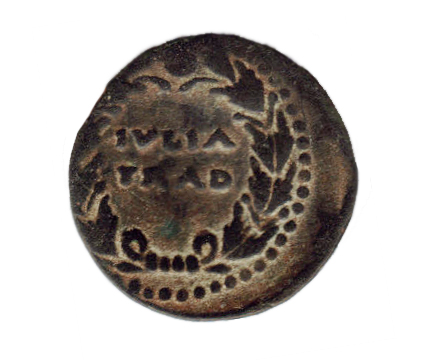
Monnaie de Julia Traducta avec représentation d'une couronne civique ; ce motif était courant au Ier siècle de notre ère.

Julia Traducta est un port de Méditerranée mentionné par Pline l'Ancien, Marcien d'Héraclée et Pomponius Mela. Malgré les indications contradictoires trouvées dans l'Histoire naturelle (Pline l'Ancien), c'était une ville romaine d'Andalousie qui est aujourd'hui identifiée avec l'antique noyau de la ville d'Algésiras.

## Identification

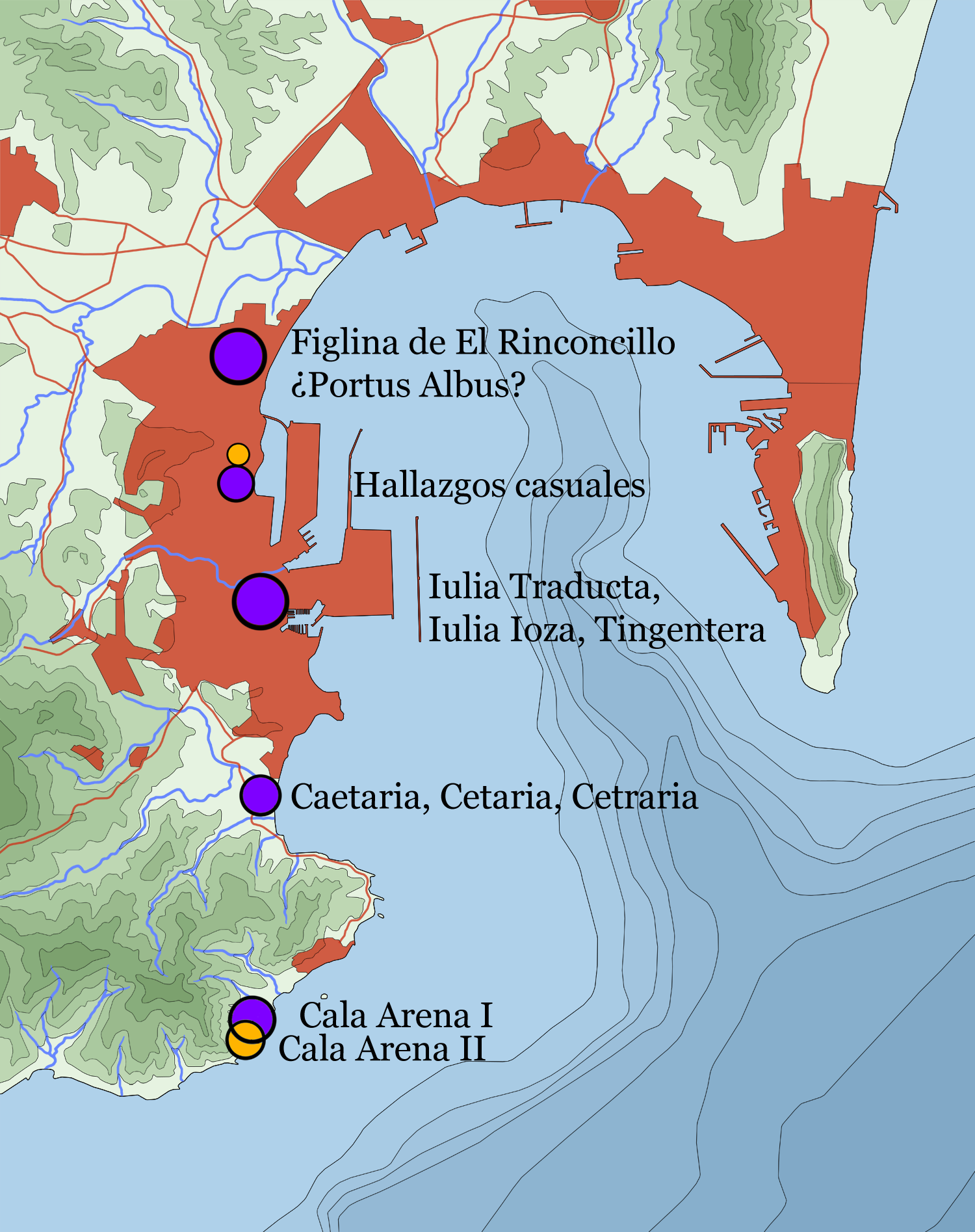
Localisation de Julia Traducta et ses alentours

L'emplacement de cette ville a longtemps été débattu entre les historiens. L'interprétation traditionnelle des écrits des géographes antiques identifie Julia Traducta à la ville de Tarifa, ou l'un de ses quartiers. Selon Pline l'Ancien, il s'agissait d'un comptoir de Maurétanie ; mais Strabon mentionne un comptoir appelé Julia Joza sur les côtes de Bétique. Quelques historiens ont rapproché Julia Traducta de la ville de Baelo Claudia, en Bétique, mais la multiplication des vestiges retrouvés sur divers sites archéologiques dans la banlieue d'Algésiras a relancé les débats.
La Cosmographie de Ravenne place le séjour de Transducta entre Gartegia (Carteia) et Cetraria (Cætaria), dont les contours littoraux ont été identifiés avec le nord et le sud de la baie d'Algésiras. L'une des principales sources pour localiser les villes antiques d'Hispanie est l’Itinéraire d'Antonin, une description des villes desservies par les voies romaines traversant la péninsule ; or ce document ne porte aucune mention d'une Julia Traducta dans la baie de Gibraltar : entre Carteia et Mellaria, il indique un comptoir nommé Portus Albus. L’hypothèse largement acceptée aujourd’hui affirme que Portus Albus se trouvait entre l'actuelle ville d’Algésiras, au nord de Julia Traducta, dans la vieille ville ; mais on ne doit pas écarter la possibilité qu'elle ait pu être le nom donné localement à cette ville, voire le nom de son port,.

## Fondation
Pline l'Ancien, dans un passage obscur ou mal retranscrit, place cette cité en Maurétanie. Selon Strabon, entre 33 et 25 av. J.-Chr., une partie de la population de la Colonia Iulia Constantia Zilitanorum (Zilis) aurait été déportée dans la peninsule ibérique pour former la colonie de Julia Traducta,.
Strabon ajoute qu'une partie des colons venaient de Tingi (l'actuelle Tanger), raison pour laquelle la ville aurait aussi été appelée Tingentera, contraction de Tingis Altera. L'historien latin Pomponius Mela, qui était précisément natif de Tingentera, affirme que sa ville natale avaité été fondée par transfert de populations depuis Zilis et Tingis dans la péninsule. Les pièces de monnaie frappées à Tingis portent l’inscription Tingis Major, ce qui appelle l’existence d'une Tingis Minor, ou d'une « autre Tingis » (Tingis Altera).
Selon les historiens modernes, la fondation de cette ville serait une tentative de l'empereur Octavien de regrouper ses partisans dans une ville de Bétique (Andalousie) qui avait ardemment soutenu Pompée au cours de la guerre civile. Il aurait ainsi prélevé une partie de la population de Zilis pour l'envoyer en Espagne, avec une partie des effectifs démobilisés des légions.

## Économie

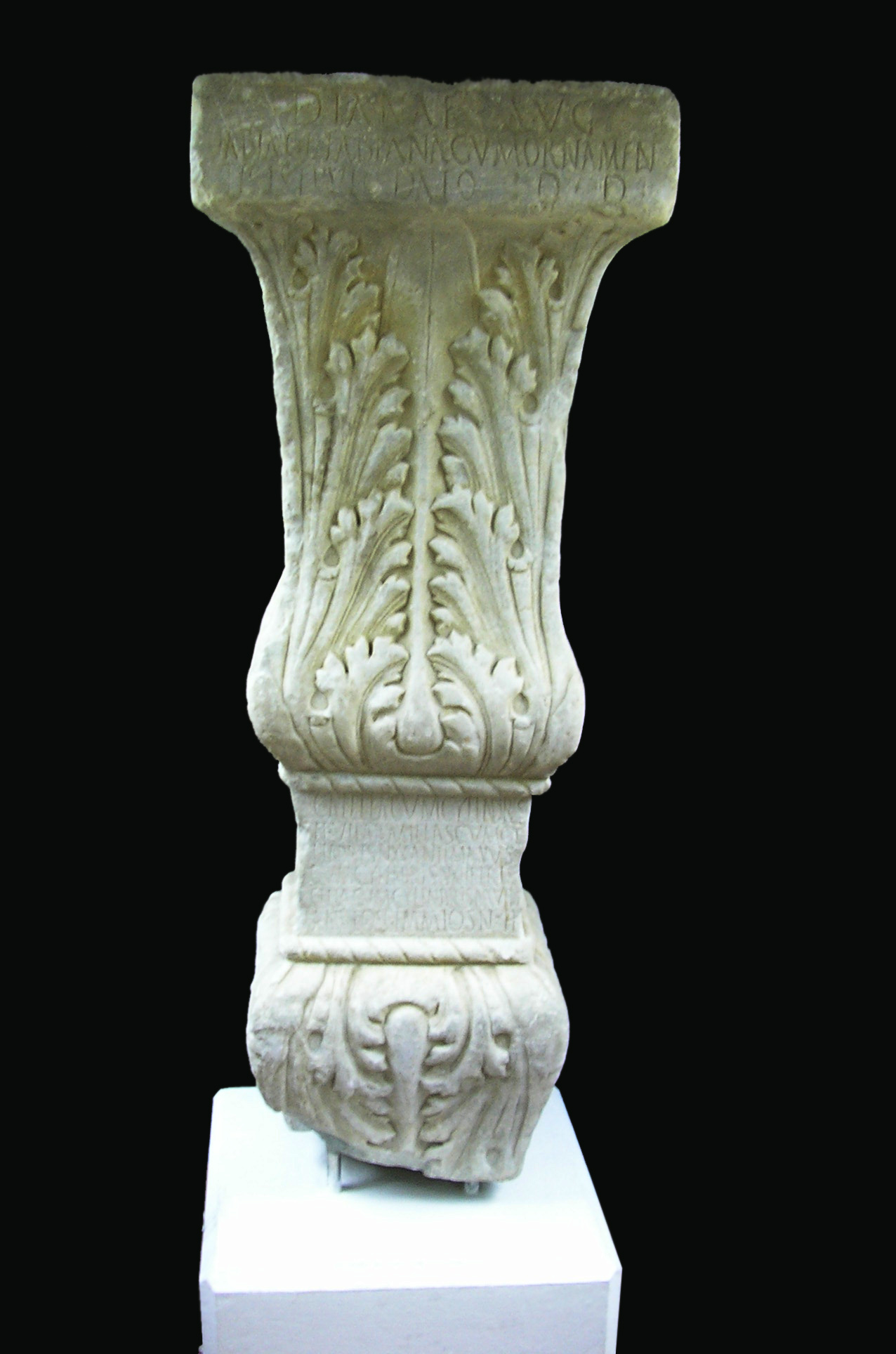
Cippe du I dédié à la déesse Diane, retrouvé dans la Villa Nueva d'Algésiras.

Le complexe artisanal dégagé dans la ruelle San Nicolas, dans la Villa Vieja d'Algésiras, qui remonte au Ve siècle, montre que l'économie locale reposait sur la pêche et les salaisons. On a retrouvé plusieurs meules à grains dans ces 5 ateliers, et des fragments d'os qui suggèrent qu'on y broyait des os pour la préparation de farine de poisson. Ces ateliers recouvraient une grande partie de la Villa Vieja, sans doute de la ruelle San Nicolas jusqu'à la façade sud de l'Hôtel Reina Cristina.
On a retrouvé des morceaux de caques au pied de la tour des Adalides.
Au Ier siècle av. J.-C., Julia Traducta possédait un atelier de battage de monnaie particulièrement actif (émission de dupondius, d'as, de semis et quadrants, entre 12 et 10 av. J.-C.), témoignant de l'importance de ce port de pêche : les pièces portent les symboles de l'économie locale, comme le thon.
L'émission de cette monnaie s'inscrivait dans la propagande d'Octave, destinée à affirmer le caractère divin de sa personne. Les pièces étaient marquées à l'effigie de l’empereur, de ses fils Gaïus et Lucius et des attributs religieux du princeps de Rome.
Une partie de la population a sans doute pratiqué la viticulture : plusieurs amphores ont été retrouvées sur la plage de Chorruelo ; mais la production d'amphores était sans doute une activité marginale de Traducta Julia, compte tenu de l'importance des poteries de la ville voisine de Portus Albus. Les fours à céramique ont été datés du Ier siècle. Peut-être ces fours ont-ils pris le relais de ceux de Portus Albus, déjà inactifs à cette époque ; cela témoignerait de la prééminence économique de la ville, aux dépens de Carteia, qui dépendait des ateliers de céramique de Portus Albus.
On ignore quelle était au juste l'étendue de Julia Traducta ; elle aurait en tout cas occupé le site de la Villa Vieja d'Algésiras. Les vestiges ont été exhumés jusque dans le Villa Nueva, le long du Río de la Miel. L'estuaire de ce ruisseau, aujourd'hui envasé, abritait sans doute les quais de déchargement du poisson.

## Destin de la ville romaine
L’« Histoire des Francs » de Grégoire de Tours indique que c'est à Julia Traducta que les premiers Vandales ont débarqué au début de leur conquête de l'Afrique romaine, en 429,,. On ne dispose plus de sources écrites après cette date, ce qui semble impliquer que Julia Traducta aurait été abandonnée jusqu'à la conquête musulmane en 711. Mais depuis les années 2000, on a dégagé dans la Villa Vieja des structures de la période byzantine, notamment un cimetière du VIe siècle, un atelier de poterie et même un calice byzantin à côté de l'ancienne mosquée. Cela suggère que, non seulement la ville n'a jamais été abandonnée, mais que même après la conquête arabe, sa population était probablement la plus importante du détroit de Gibraltar.